# EuropeAid
O Serviço de Cooperação EuropeAid é uma Direção-Geral da Comissão Europeia. Criado em 1 de Janeiro de 2001, o EuropeAid tem por missão executar os instrumentos de ajuda externa da Comissão Europeia que são financiados pelo orçamento da Comunidade e pelo Fundo Europeu de Desenvolvimento Regional.

## Organização
O EuropeAid é a Direção-Geral da Comissão Europeia responsável pela execução dos programas e projetos de ajuda externa em todo o mundo. A sua actividade centra-se na optimização do valor e impacto do financiamento da ajuda, garantindo que o apoio seja prestado de forma rápida e responsável.
O EuropeAid funciona sob a direção da Comissária Benita Ferrero-Waldner, responsável pelas Relações Externas e pela Política Europeia de Vizinhança. O Comissário Karel De Gucht, responsável pelo Desenvolvimento, também desempenha um papel importante nas actividades do EuropeAid. Ambos os Comissários pertencem à Comissão Barroso, cujo mandato durará até 31 de Outubro de 2009. O Diretor-Geral do EuropeAid Koos Richelle, é responsável pela realização global da missão da Direção-Geral, que consiste na execução dos instrumentos de ajuda externa da Comissão, financiados pelo orçamento da Comunidade e pelo Fundo Europeu de Desenvolvimento Regional.
Esta direção-geral trabalha activamente para garantir que a ajuda distribuída contribua de forma significativa para os objetivos de desenvolvimento da União Europeia, bem como para os Metas de Desenvolvimento do Milênio das Nações Unidas. A aplicação eficaz da ajuda permite igualmente que a Comissão e a União Europeia ocupem um lugar de maior destaque na cena mundial. A União Europeia, composta pelos Estados-Membros e pela Comissão Europeia, é o maior doador de ajuda do mundo.

## Da política à ação
Na fase de execução dos projetos, o EuropeAid tem em conta as estratégias e programas a longo prazo da União Europeia em matéria de fornecimento da ajuda. Essas estratégias e as políticas correspondentes são concebidas por outras direcções-gerais da Comissão Europeia, nomeadamente a DG Desenvolvimento, para as regiões ACP (África, Caraíbas e Pacífico), e a DG Relações Externas, para as outras regiões e países do globo. Paralelamente a estes projetos, também tem promovido ajuda, através da implementação  de programas mutuamente acordados pelos países que recebem a ajuda, e destinam-se ao apoio para o desenvolvimentos nas mais diversas áreas de atuação como a saúde, a segurança alimentar, agricultura entre outros. 
O EuropeAid é responsável pela aplicação prática das políticas e pelo desenvolvimento de novos métodos de fornecimento da ajuda como, por exemplo, o apoio orçamental e as abordagens sectoriais. Também emite directivas e procede a avaliações da execução da ajuda. Adicionalmente, é responsável pela gestão correcta dos fundos e deve respeitar procedimentos de contratação pública e de adjudicação claros e transparentes.
O EuropeAid é responsável por todas as etapas de um projeto de fornecimento de ajuda: uma vez identificadas as necessidades, são realizados estudos de viabilidade e preparados todos os controlos e decisões de financiamento necessárias. De seguida, passa-se à fase de elaboração dos procedimentos de adjudicação, monitorização e avaliação necessários. EuropeAid publica regularmente estas avaliações, visando  melhorar a gestão, em especial com base nos ensinamentos extraídos das actividades anteriores, e reforçar a capacidade de assegurar uma maior transparência.
O EuropeAid é uma organização fortemente descentralizada. Dois em cada três funcionários da Comissão que trabalham na execução da ajuda actuam no terreno. Por esta razão, a maior parte do trabalho de preparação e execução é efectuado pelas Delegações da Comissão nos países beneficiários da ajuda. O EuropeAid é constituído por sete direcções e quatro unidades directamente dependentes do Director-Geral.

## Esforço Comum
Para garantir a coerência, a complementaridade e a coordenação da execução dos programas de ajuda externa no mundo, o EuropeAid colabora estreitamente com os seus diversos parceiros. O objectivo geral é melhorar a eficácia da ajuda externa. A sociedade civil, as organizações internacionais e os governos dos Estados-Membros da UE são todos protagonistas importantes neste domínio.

## Financiamento e visibilidade
O EuropeAid atribui subvenções e conclui contratos para implementação de projetos ou actividades relacionadas com os programas de ajuda externa da União Europeia. Para mais detalhes, consultar a páginas de Financiamento. Um conjunto de directrizes de visibilidade foi elaborado para garantir que o trabalho do EuropeAid para melhorar as condições de vida das populações seja reconhecido. Estas directrizes determinam que nos projectos total ou parcialmente financiados pela União Europeia o apoio da UE seja assinalado de modo visível, permitindo, assim, que a União Europeia ocupe um lugar de maior destaque na cena mundial.